# Nomada scheuchli
Nomada scheuchli là một loài Hymenoptera trong họ Apidae. Loài này được Schwarz & Standfuss mô tả khoa học năm 2007.